# Anhalt-Dessau
Księstwo Anhaltu-Dessau (niem. Fürstentum Anhalt-Köthen, od 1806 Herzogtum Anhalt-Köthen) – księstwo Świętego Cesarstwa Rzymskiego powstałe w wyniku podziału ziem księstwa dynastii askańskiej. Stolicą księstwa było miasto Dessau. W latach 1806–1813 kraj Związku Reńskiego. W latach 1815–1863 państwo Związku Niemieckiego.

## Historia
Pierwszy raz księstwo powstało w 1396 roku, kiedy księstwo Anhalt-Zerbst rozdzielono pomiędzy Anhalt-Dessau i Anhalt-Köthen. Księstwo przestało istnieć jednak już w 1552, kiedy została połączone z księstwem Anhalt-Zerbst. Druga kreacja księstw miała miejsce w 1603 w wyniku kolejnego podziału księstwa Anhalt-Zerbst. W 1807 Anhalt-Dessau zostało podniesione do rangi księstwa udzielnego (Herzogtum). 23 listopada 1847 roku wraz ze śmiercią księcia Anhalt-Köthen Henryka wygasła jego linia rodu i terytoria księstwa zostały zjednoczone z Anhalt-Dessau na mocy patentu z dnia 22 maja 1853 roku.
Po śmierci ostatniego księcia Anhaltu-Bernburga 19 sierpnia 1863, wszystkie ziemie Anhaltu znalazł się pod panowaniem księcia Anhaltu-Dessau, który przyjął tytuł księcia Anhaltu.

## Władcy Anhaltu

### Książęta (Fürsten) (1396–1544)
- Zygmunt I 1396–1405
- Jerzy I 1405–1474
- Waldemar IV 1405–1417 (koregent)
- Zygmunt II 1405–1452 (koregent)
- Albert V 1405–1469 (koregent)
- Ernest I 1474–1516
- Jerzy II 1474–1509 (koregent)
- Zygmunt III 1474–1487 (koregent)
- Rudolf IV 1474–1510 (koregent)
- Joachim I 1516–1561
- Jan V 1516–1544 (koregent)
- Jerzy III 1516–1544 (koregent)

Księstwo włączone do Anhaltu-Zerbst – 1561

### Książęta (Fürsten) (1603–1807)
- Jan Jerzy I 1603–1618
- Jan Kazimierz 1618–1660
- Jan Jerzy II 1660–1693
- Leopold I 1693–1747
  - Henrietta Katarzyna Orańska – regentka 1693-1697
- Leopold II 1747–1751
- Leopold III 1751–1807
  - Dietrich – regent 1751-1758

Podniesienie rangi książęcej do Herzog – 1807

### Książęta (Herzöge) (1807–1863)
- Leopold III 1807–1817
- Leopold IV 1817–1863

Zjednoczenie z Anhaltem-Bernburg w Księstwo Anhalt – 1863